# Gasterellopsis silvicola
Gasterellopsis silvicola är en svampart som beskrevs av Routien 1940. Gasterellopsis silvicola ingår i släktet Gasterellopsis och familjen Agaricaceae.   Inga underarter finns listade i Catalogue of Life.